# Гандарадітья
Гандарадітья Чола (там. கண்டராதித்ய சோழன்) — імператор Чола.

## Період безвладдя
Від моменту смерті Парантаки I до вступу на престол Раджараджі I 985 року історія держави Чола є незрозумілою. Упродовж 30 років імперія мала п'ятьох принців, які мали зайняти трон. Існують різні версії перебігу боротьби за імператорський престол у той період.
Одна з таких теорій вважає, що існували внутрішні суперечності між різними членами царської родини. Інша зазначає, що смута настала через вторгнення до меж держави раштракутів під командуванням Крішни III та через поразку армії Чола під Такколамом, що призвела до смерті спадкоємця престолу, Раджадітьї Чола.
Друга теорія є більш імовірною, оскільки сини Парантаки також боролись за владу зі своїм братом, Раджадітьєю, але той зазнав поранення у битві та швидко загинув. Тому Парантака I був змушений призначити спадкоємцем Сундару Чола (сина Арінджаї).

## Правління
Після смерті Парантаки I та його старшого сина Раджадітьї наступним правителем мав стати Гандарадітья. Він не надто прагнув бути царем, а більше волів до релігії. Тому він не вживав заходів до відновлення кордонів своєї держави, а зосередився лише на збереженні Іламу. Разом з тим, незважаючи на те, що влада Чола на морі послабилась, морська торгівля в імперії процвітала.
Ще на початку свого правління Гандарадітья зробив меншого брата, Арінджаю, своїм співправителем. Імовірно, Гандарадітья не мав дітей упродовж тривалого часу, тому намагався зберегти династію.
Дружиною Гандарадітьї була Мадевадігалар, яка народила від нього сина на ім'я Мадхурантака Уттама Чола. Син народився в останні роки життя царя, оскільки у рік смерті Гандарадітьї (956) той був малим хлопчиком. Мадевадігалар надовго пережила свого чоловіка (померла 1001 року).